# Aconodes bilobata
Aconodes bilobata là một loài bọ cánh cứng trong họ Cerambycidae.